# Hollywood in Vienna

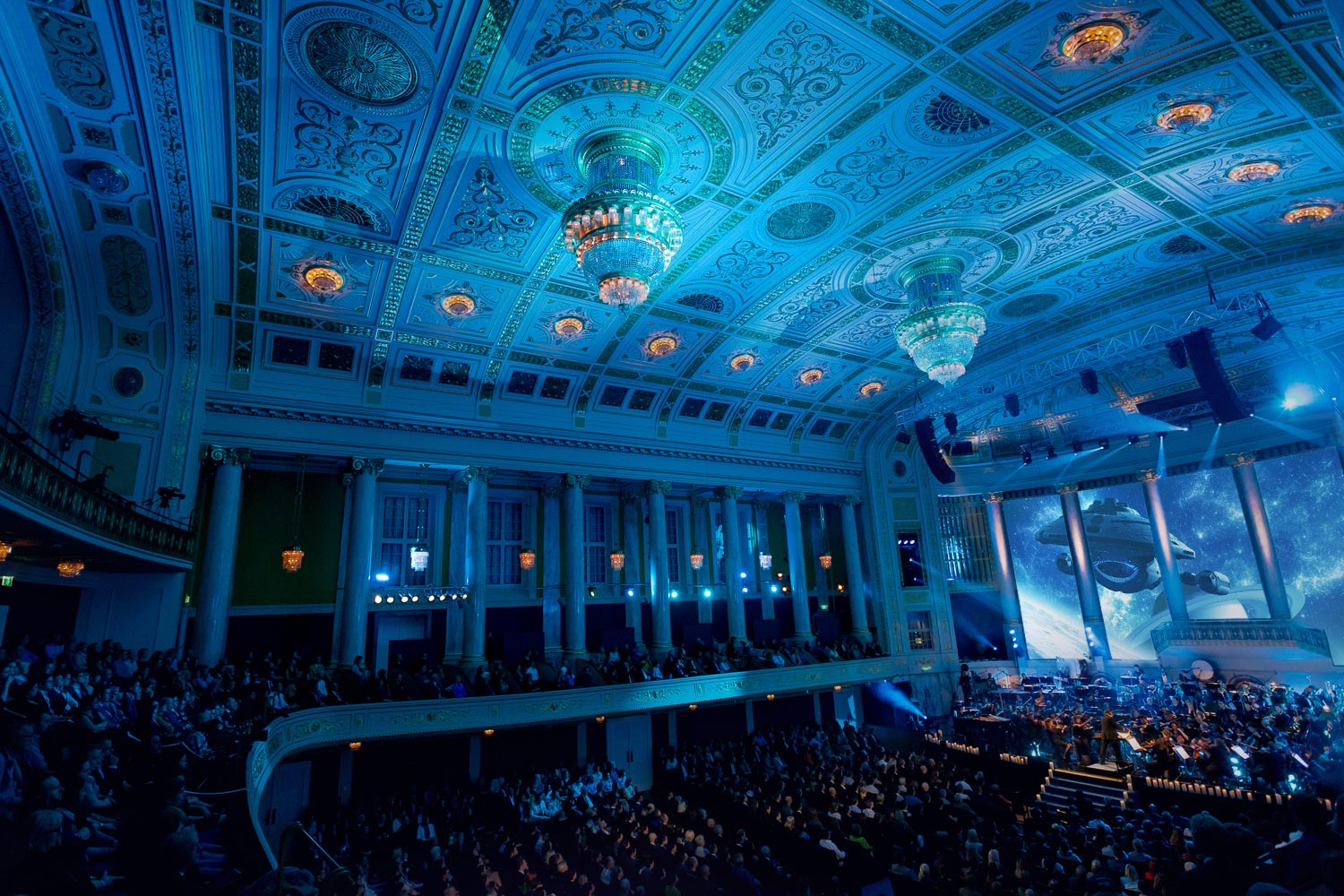
Hollywood in Vienna (2013)

Hollywood in Vienna is een jaarlijks symfonisch filmmuziekgala dat plaatsvindt in het Weens concertgebouw Wiener Konzerthaus, waar de Max Steiner Film Music Achievement Award wordt uitgereikt.

## Achtergrond
Tijdens elke jaargang van de Hollywood in Vienna wordt een van 's werelds meest gerenommeerde filmcomponisten geëerd door de stad Wenen met zijn of haar werk uitgevoerd door de Vienna Radio Symphony Orchestra. Het galaconcert werd in 2007 geïnitieerd door producent Sandra Tomek (B.O.F.M.) en sindsdien geproduceerd door B.O.F.M. en co-producenten Christian Pöttler en Michael Balgavy. De registratie van het gala wordt uitgezonden door de Oostenrijkse publieke omroep ORF.

### Max Steiner Film Music Achievement Award

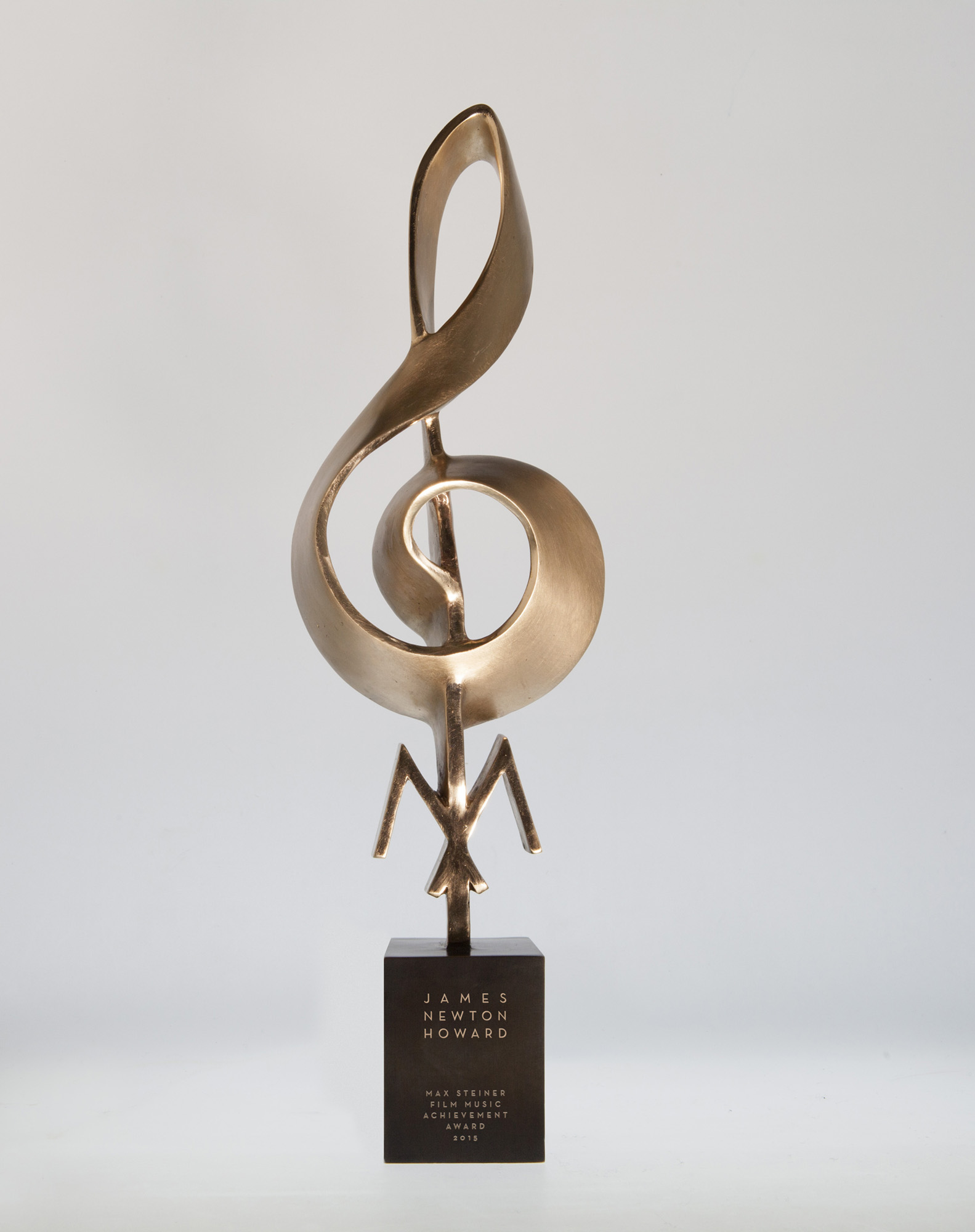
Max Steiner Film Music Achievement Award

De "Max Steiner Film Misic Achievement Award" is een symbool van erkenning door de muziekstad Wenen voor buitengewone prestaties in het genre filmmuziek. De prijs herdenkt de Weense filmmuziekpionier Max Steiner, die in 1929 verhuisde naar Hollywood.

## Winnaars van de prijs
- 2009: John Barry
- 2010: Howard Shore
- 2011: Alan Silvestri
- 2012: Lalo Schifrin
- 2013: James Horner
- 2014: Randy Newman
- 2015: James Newton Howard
- 2016: Alexandre Desplat
- 2017: Danny Elfman
- 2018: Hans Zimmer
- 2019: Gabriel Yared
- 2022: Alan Menken
- 2023: Christophe Beck